# Clint Eastwood
Clinton Eastwood Jr. (San Francisco, 31 maggio 1930) è un attore, regista, produttore cinematografico e compositore statunitense.

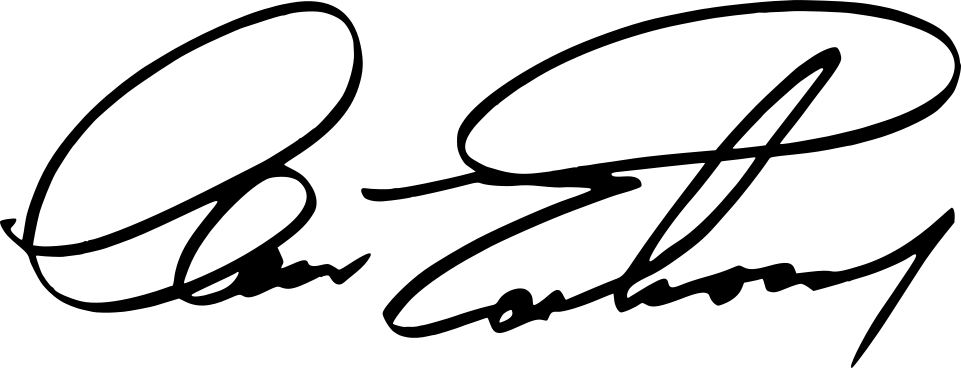
Firma di Clint Eastwood

Considerato una delle figure più celebri e rappresentative della cinematografia internazionale, Eastwood ha ottenuto un ampio successo commerciale e di critica sia come attore che come regista.
Nel corso della sua carriera, ha ricevuto cinque premi Oscar (due volte per la miglior regia, uno alla memoria Irving G. Thalberg e due come miglior film), sei Golden Globe e tre David di Donatello.
Esordisce sul grande schermo nel 1955 partecipando in ruoli secondari a varie pellicole, mentre il primo ruolo da protagonista arriverà nel 1959 sul set della serie televisiva Gli uomini della prateria; la vera popolarità tuttavia nascerà anni dopo in Italia, quando Sergio Leone lo scelse come protagonista della trilogia del dollaro con le pellicole Per un pugno di dollari (1964), Per qualche dollaro in più (1965) e Il buono, il brutto, il cattivo (1966), capostipite del genere spaghetti-western di cui Eastwood divenne l'interprete principale, col ruolo del freddo Uomo senza nome. Al ritorno in patria, ha proseguito la carriera nel genere western, mentre la definitiva consacrazione giungerà nel 1971 col poliziesco Ispettore Callaghan: il caso Scorpio è tuo!, primo capitolo della saga di Dirty Harry, dove interpreta il protagonista Harry Callaghan, proseguita con altri quattro capitoli nel 1973, 1976, 1983, 1988; con questo film Eastwood si consacrò all'ambiente hollywoodiano col personaggio dell'antieroe duro, burbero, costantemente inviso per i suoi metodi spicci ai suoi superiori, che tentano continuamente di declassarlo o licenziarlo, che riprenderà con molte similitudini anche in pellicole successive. Questi due ruoli lo hanno reso un'icona di mascolinità.
Inizialmente sottovalutato dalla critica cinematografica, che ne sminuiva le doti recitative, una prima rivalutazione avverrà in seguito con pellicole più impegnate come Fuga da Alcatraz (1979), e in definitiva nel 1992 con Gli spietati, western diverso dai canoni che lo resero famoso negli anni sessanta, e vincitore di quattro Oscar. Parallelamente all'attività attoriale, fa eco quella di regista, iniziata nel 1971 con Brivido nella notte; a partire dagli anni duemila la carriera di regista ha preso il sopravvento su quella d'attore, con pellicole acclamate come Mystic River, Million Dollar Baby, Gran Torino e American Sniper. Con il compenso ricevuto nei film di Sergio Leone, nel 1967 ha fondato insieme a Irving Leonard la Malpaso Productions, che a partire da Impiccalo più in alto (1968), ha prodotto quasi tutti i suoi film.
Il suo interesse per il cinema biografico, iniziato già nel 1988 con il film Bird, dove raccontava la vita del sassofonista jazz Charlie "Bird" Parker, è ripreso dal 2011 con i film J. Edgar, incentrato sulla figura dell'ex capo dell'FBI J. Edgar Hoover, Jersey Boys, basato sulla vera storia del gruppo blues The Four Seasons, American Sniper, incentrato sul militare Chris Kyle, Sully, basato sull'autobiografia del pilota Chesley Sullenberger, Il corriere - The Mule, basato sugli ultimi anni di vita di Leo Sharp, corriere per il cartello di Sinaloa e Richard Jewell, incentrato sulla vera storia dell'omonima guardia di sicurezza.

## Biografia

### Infanzia e giovinezza

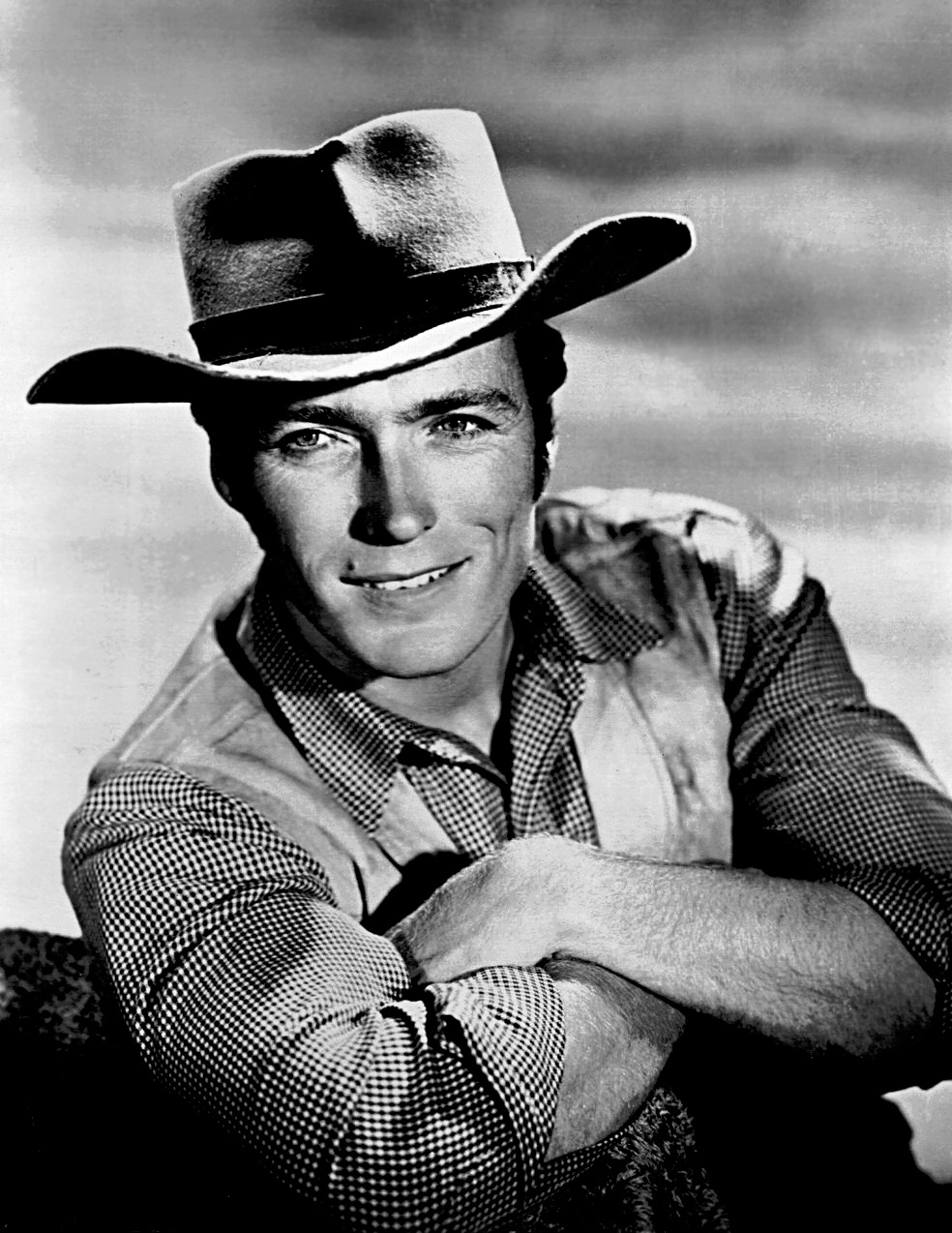
Clint Eastwood sul set de Gli uomini della prateria (1961)

Nato a San Francisco, in California, in una famiglia protestante di origini irlandesi, scozzesi, olandesi e inglesi, figlio di Clinton Eastwood Sr. (1906-1970), operaio in una fabbrica di acciaio e di sua moglie Margaret Ruth Runner (1909-2006), impiegata alla IBM. Il giorno della sua nascita, le infermiere dell'ospedale lo soprannominarono "Samson", ossia Sansone, per il suo grande peso alla nascita, ben 5,2 kg. Alla morte del marito, Ruth si risposò nel 1972 con John Belden Wood (1913-2004) e rimase unita a lui fino alla morte di quest'ultimo. La famiglia era composta anche dalla sorella Jean nata nel 1934. Un suo antenato inoltre era un passeggero della Mayflower e governatore della colonia di Plymouth William Bradford. Durante il periodo della Grande depressione, il padre fu costretto a trasferirsi frequentemente lungo la costa occidentale, ovunque fosse possibile assicurarsi un lavoro, anche temporaneo.
Costretto a cambiare dieci scuole nei primi dieci anni della sua istruzione scolastica, crebbe timido e introverso e fu per un lungo periodo affidato alla nonna che aveva una fattoria per l'allevamento di galline a Sunol. Quando il padre riuscì a trovare un lavoro stabile a Oakland nella Container Corporation of America, Eastwood poté iscriversi alla Oakland Technical High School dove cercò di essere uno studente diligente e di dare soddisfazione ai suoi genitori, che rispettava moltissimo. Si impegnò anche nello sport, ottenendo un discreto successo nella locale squadra di basket grazie anche alla sua statura (1,93 m). Successivamente lavorò come bagnino, commesso di drogheria, vigile del fuoco, taglialegna, benzinaio e magazziniere.
Ottenuto il diploma nel 1948, decise di rendersi indipendente dalla famiglia, anche per evitare di doverla seguire in Texas, dove si era stabilita in seguito a un ennesimo cambio di lavoro del padre. Rimasto in California, accettò qualsiasi occupazione pur di non tornare in famiglia e, l'anno successivo, decise di reiscriversi a scuola per ottenere un diploma in musica. Successivamente, il suo amore per la musica si manifesterà ad esempio ne La ballata della città senza nome e in Bronco Billy, dove interpreta, in duetto con Merle Haggard, il motivo Bar Room Buddies. Negli anni in cui girava la serie televisiva Gli uomini della prateria, inoltre, incise anche un EP per una piccola casa discografica, intitolato Unknown Girl of My Dreams/For All We Know.
Il progetto del diploma in musica fu ostacolato dal richiamo nell'esercito degli Stati Uniti: Fu destinato a Fort Ord, in California per l'addestramento, ma riuscì a non partire per la guerra di Corea, appena scoppiata, grazie alle sue doti sportive. Con il consenso del capitano, si occupò della gestione della piscina e dell'organizzazione di corsi di nuoto per le reclute. Durante il servizio militare conobbe David Janssen, il futuro Richard Kimble della serie televisiva Il fuggiasco. Fu lo stesso Janssen a proporgli di tentare la carriera di attore a Hollywood. Grazie alle sue doti atletiche, mentre prestava servizio, riuscì anche a uscire indenne da un episodio che avrebbe potuto costargli la vita: a bordo di un cacciabombardiere Douglas A-1 Skyraider in compagnia di un amico, rimase senza carburante e fu costretto ad un atterraggio di fortuna in mare aperto nei pressi di Point Reyes. Riusciti a uscire dal veicolo prima che affondasse, i due nuotarono per circa 3 miglia prima di raggiungere la costa e percorrere altrettanta strada a piedi verso l'autostrada con gli abiti bagnati.
Nel maggio del 1953 incontrò Margaret Neville Johnson, la sua futura moglie, allora segretaria. Poco dopo, però, Eastwood ebbe una relazione con una donna non identificata a Seattle che rimase incinta di lui. Nonostante questa relazione parallela, il 19 dicembre 1953, Maggie divenne sua moglie. A quel tempo, la sua misteriosa fidanzata di Seattle era incinta di sette mesi e diede alla luce la figlia di Eastwood, Laurie, l'11 febbraio 1954. Laurie fu adottata da Clyde e Helen Warren di Seattle e la sua esistenza è rimasta segreta fino al 2018.

### Primi ruoli

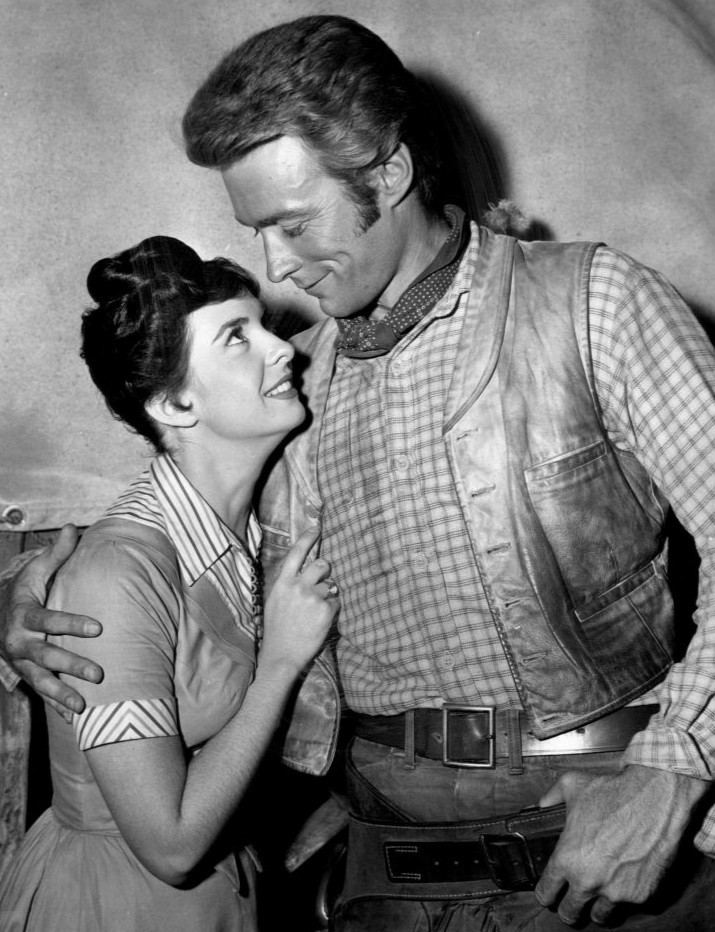
Clint Eastwood e Margaret O'Brien sul set de Gli uomini della prateria (1959)

Il suo primo ruolo come attore fu quello di un assistente di laboratorio che perde alcuni topi da esperimento nel film La vendetta del mostro (Revenge of the creature) diretto da Jack Arnold nel 1955; recitava pochissime battute e il suo nome non compariva neanche nei titoli. Successivamente comparve (questa volta accreditato) in Francis in the Navy, in Lady Godiva e in Tarantola, tutti girati nel 1955. Anche negli anni successivi continuò a recitare in vari ruoli minori in film a basso budget come Esecuzione al tramonto (1956), Scialuppe a mare (1956) e Due gentiluomini attraverso il Giappone (1957). Poiché il successo non arrivava, continuò ad accettare qualsiasi proposta e si assicurò alcuni piccoli ruoli anche in serie televisive quali La pattuglia della strada (Highway Patrol) (1956), Maverick (1958) e Navy Log (1958).
Grazie alla sua partecipazione al western L'urlo di guerra degli apaches (Ambush at Cimarron Pass) (1958), fu notato da Robert Sparks, dirigente della CBS, che gli affidò il suo primo ruolo da protagonista nella serie televisiva Gli uomini della prateria; la serie esordì in televisione il 9 gennaio 1959, ed Eastwood, nel ruolo di Rowdy Yates, riuscì a farsi notare dal pubblico e divenire nel giro di poche settimane un nome ed un volto familiare in tutti gli Stati Uniti. La serie si basava sulle avventure di un gruppo di cowboy che conduceva attraverso l'America una mandria di bestiame. La storia si ispirava al film Il fiume rosso diretto nel 1948 da Howard Hawks ed Eastwood interpretava il ruolo che fu di Montgomery Clift, mentre il coprotagonista Eric Fleming interpretava il ruolo che nel film era stato affidato a John Wayne. Anche se scontento del ruolo, ha sempre dichiarato che questa esperienza gli fu particolarmente utile per migliorare la sua tecnica di recitazione e per imparare molti segreti del mestiere di regista, tanto che durante la realizzazione della serie si offrì di dirigere un episodio, ma i produttori non poterono autorizzarlo, anche perché temevano problemi legali, in quanto non iscritto al sindacato registi.

### Il successo con la trilogia del dollaro
Nel 1964, mentre recitava in alcuni episodi de Gli uomini della prateria, ricevette la proposta di interpretare un western in Europa, intitolato The Magnificent Stranger. Il film doveva essere finanziato da una produzione italo-tedesco-spagnola e girato in Spagna dal regista italiano Sergio Leone. Eastwood era convinto che nessun europeo fosse in grado di girare un western realistico, ma si incuriosì leggendo la sceneggiatura, ispirata al film giapponese, La sfida del samurai di Akira Kurosawa. Questo particolare lo colpì, perché sapeva che proprio da un altro lavoro di Kurosawa, alcuni anni prima era stato tratto I magnifici sette, film di enorme successo commerciale che aveva determinato l'affermazione di nuovi talenti come Charles Bronson, Steve McQueen e James Coburn. Proprio quest'ultimo era stato in un primo momento scelto da Sergio Leone per la parte del protagonista, ma la produzione non volle rischiare un cachet troppo alto: Coburn chiedeva 25.000 dollari, mentre Eastwood avrebbe accettato per 15.000.

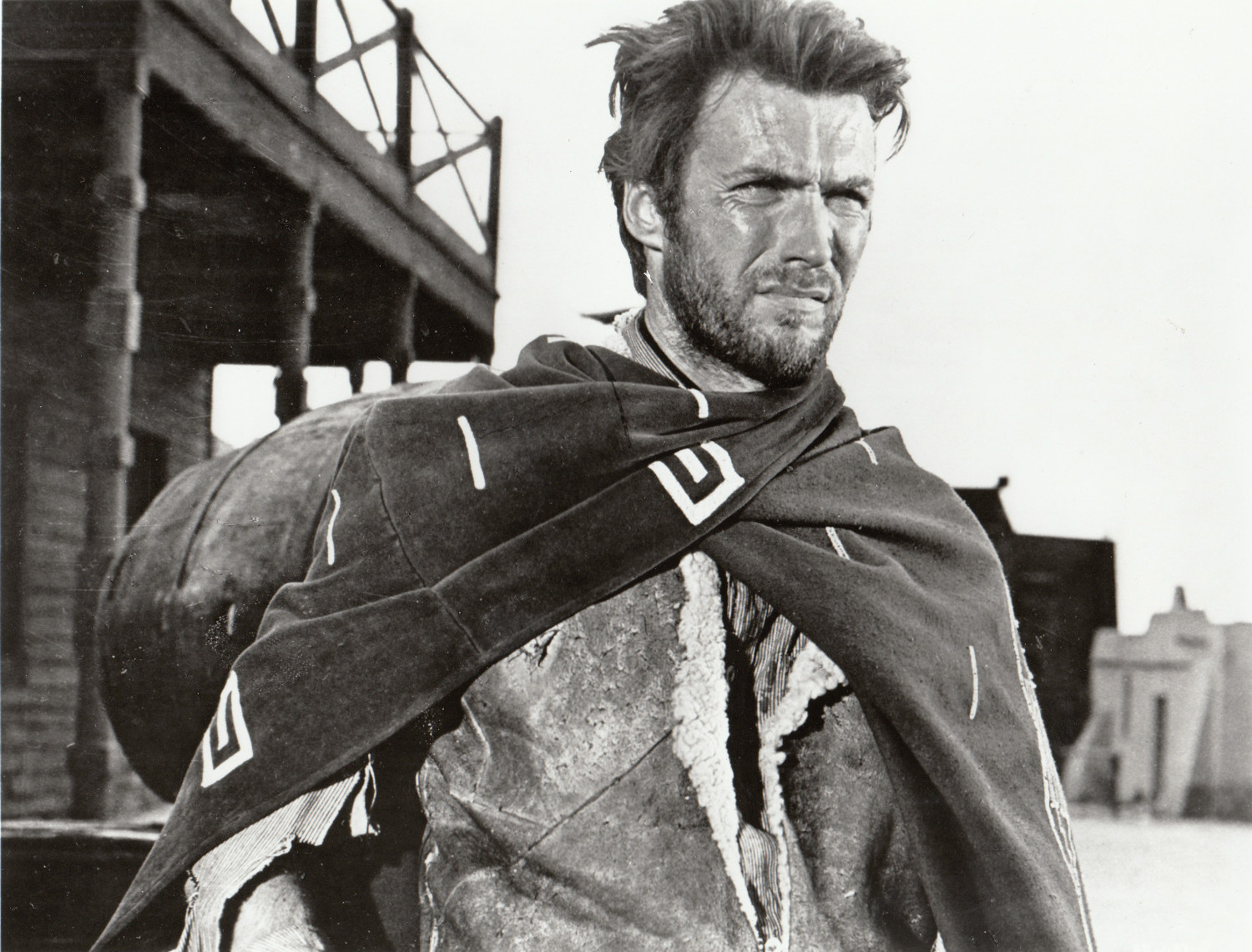
Clint Eastwood in Per un pugno di dollari (1964)

La CBS avrebbe voluto che non prendesse altri impegni di lavoro oltre a Gli uomini della prateria, interpretando a suo sfavore una clausola del contratto, ma l'attore si impuntò, minacciando di lasciare la serie. Più di ogni altra cosa, fu spinto ad accettare l'offerta dal desiderio di visitare l'Europa insieme alla moglie (la produzione garantiva il viaggio pagato ad entrambi); in secondo luogo, la retribuzione era vantaggiosa e il rischio minimo in caso di insuccesso, perché nessuno fuori dall'Europa avrebbe mai visto il film. L'Uomo senza nome, protagonista di quello che poi sarebbe stato intitolato Per un pugno di dollari, era un vagabondo, un antieroe, un rude mercenario, un individuo troppo fuori dagli schemi per poter essere accettato nella patria del western tradizionale. Il personaggio era insomma agli antipodi del mite Rowdy Yates che aveva finora interpretato.
Tornato negli Stati Uniti alla fine delle riprese, ricominciò a girare gli episodi del telefilm e quasi non fece caso a un articolo di Variety che parlava del grande successo italiano ed europeo degli "spaghetti western", anche perché non conosceva il titolo definitivo di The Magnificent Stranger. Una lettera della produzione, che gli proponeva di interpretare un secondo film, chiarì del tutto l'equivoco: questa volta tornò in Europa senza esitazioni, affermando con orgoglio di essere secondo negli incassi italiani al solo Marcello Mastroianni. Il secondo film fu Per qualche dollaro in più (1965), diretto ancora una volta da Leone, con il quale aveva stabilito un buon rapporto; la trama era poco più che una variazione sul tema, questa volta con l'aggiunta di un personaggio, affidato all'interpretazione del collega statunitense Lee Van Cleef. Anche questo film ottenne incassi enormi, ma il successo commerciale in Europa non influenzò minimamente le major, che continuarono a ignorare l'attore e si rifiutarono di pagare la pur irrisoria cifra necessaria per assicurarsi i diritti di distribuzione delle pellicole negli Stati Uniti.
Intanto, mentre Gli uomini della prateria stava per essere cancellata dalla CBS, gli pervenne da Sergio Leone la terza sceneggiatura. Per il ruolo di Il buono, il brutto, il cattivo (1966) percepì duecentocinquantamila dollari, ottenendo ancora una volta un significativo successo commerciale. Tra il secondo e il terzo film di Leone, il produttore Dino De Laurentiis fece interpretare ad Eastwood anche un breve episodio del film Le streghe, sotto la direzione di Vittorio De Sica. Il film, costruito appositamente per il rilancio di Silvana Mangano dopo una lunga assenza dallo schermo, dà di Eastwood una immagine borghese, in giacca e cravatta, ma il ruolo di marito annoiato dalla routine matrimoniale non fu bene accolto dalla critica e dal pubblico. Le streghe uscì nel 1967 ed ebbe una scarsissima distribuzione negli Stati Uniti.
La trilogia del dollaro, gli regalò un'enorme popolarità e il successo internazionale dei film indusse la United Artists ad acquistarne i diritti e a presentare i tre film oltre oceano. Malgrado le critiche sfavorevoli, anche negli Stati Uniti gli spettatori furono numerosissimi ed Eastwood si guadagnò la fama di grande attore western: la sua espressione indecifrabile, il suo sorriso sottinteso, la sua comunicazione verbale ridotta al minimo, esaltati dalla regia di Sergio Leone, lo avevano reso un'icona.
Prima della "riabilitazione" del western all'italiana, la stampa di tutto il mondo demolì i film di Leone, pur in presenza di un indiscutibile successo di pubblico. Clint Eastwood fu bollato come legnoso, monocorde, inespressivo e poco carismatico. In verità, il personaggio dell'Uomo senza nome presentava anche alcuni aspetti caricaturali, come il ghigno costantemente ornato da un mezzo sigaro. Famosa è la risposta che Sergio Leone dava a chi gli chiedeva perché gli piacesse Eastwood come attore: Mi piace Clint Eastwood perché è un attore che ha solo due espressioni: una con il cappello e una senza cappello. L'attore impiegò molto tempo a far dimenticare questo stereotipo.
Realizzato un enorme profitto dalla distribuzione della Trilogia negli Stati Uniti, la United Artists volle sfruttare la popolarità di Eastwood facendogli interpretare Impiccalo più in alto (Hang 'em High), diretto da Ted Post, un altro western incentrato sul tema del rapporto tra giustizia e violenza. Inizialmente per la regia del film era stato scelto Sergio Leone, che però declinò l'offerta perché impegnato con C'era una volta il West. Per le riprese di questo film, gli fu accordato un compenso di quattrocentomila dollari e il 25% degli incassi.
Dal 1968 in poi, la carriera di Eastwood cominciò a decollare; fu chiamato a recitare in L'uomo dalla cravatta di cuoio (Coogan's Bluff), diretto da Don Siegel e l'anno dopo fu co-protagonista con Richard Burton in Dove osano le aquile (Where Eagles Dare), nel quale i due interpretavano un tenente americano ed un maggiore inglese durante la seconda guerra mondiale. In Dove osano le aquile ebbe il secondo compenso più alto, dietro solo a Burton, 800.000 dollari. Grazie a questa accresciuta solidità finanziaria, acquistò un ranch alla periferia di Carmel-by-the-Sea, cittadina californiana di cui molti anni dopo sarebbe diventato anche sindaco.
Un altro sogno dell'attore era quello di poter avviare una propria compagnia di produzione cinematografica, per poter mantenere il controllo su tutte le fasi di realizzazione dei film. Volle cimentarsi nell'impresa dopo aver attentamente osservato gli sprechi delle major e capito in che modo poteva ridurre le spese inutili. Nel 1968 nacque così la Malpaso Productions, il cui nome deriva da un ruscello che attraversa la sua proprietà di Carmel-by-the-Sea, che dai primi anni settanta in poi si è occupata con successo, della realizzazione dei film del suo fondatore e di un piccolo, selezionato numero di film di altri autori.
Sempre del 1969 è La ballata della città senza nome (Paint Your Wagon), un western basato su una commedia musicale andata in scena a Broadway alcuni anni prima. I numeri musicali di Eastwood, che qui recitava accanto a Lee Marvin e a Jean Seberg, furono bene accolti dalla critica, ma disorientarono i fan dell'attore, che si aspettavano da lui un altro tipo di ruolo; nonostante l'investimento di oltre 14 milioni di dollari, il film non fu un buon successo (31 milioni di dollari in USA), anche se fu nominato per un Golden Globe nella categoria "Miglior film commedia o musicale".

### Gli anni settanta e l'ispettore Callaghan
La notorietà gli portò molte nuove occasioni, ma sempre nel ruolo del duro. Nonostante tutto, cercò di diversificare i ruoli a seconda delle occasioni offerte, per non restare bloccato nello stereotipo che lo aveva reso famoso. Nel film I guerrieri (Kelly's Heroes), 1970, combinò il ruolo del duro con una forte componente umoristica. Il suo talento lo rese capace di interpretare ruoli diversissimi.

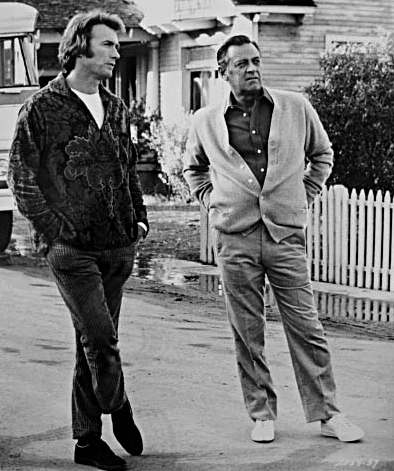
Clint Eastwood dirige William Holden in Breezy (1973)

Sempre nello stesso anno, interpretò Gli avvoltoi hanno fame, nel quale stavolta al western affiancò anche la commedia. Regista del film era Don Siegel, che più volte ebbe modo di dirigerlo e instaurò con lui un solido rapporto di amicizia. Proprio grazie a Siegel, poté iscriversi al sindacato americano dei registi ed esordire con il primo lungometraggio diretto e interpretato da lui. Brivido nella notte (Play Misty for Me), è un film sul tema dello stalking: il protagonista è perseguitato da una donna possessiva e maniaca che tenta di ucciderlo quando egli rifiuta le sue avance. Girato in un solo mese senza riprese in studio e con bassissimo budget (Eastwood non percepì alcun compenso ma si assicurò una percentuale sugli utili), vede coinvolto lo stesso Don Siegel, a titolo di amicizia, come attore in un cameo nella parte di un barista. Nello stesso anno fu inoltre protagonista de La notte brava del soldato Jonathan (The Beguiled) (diretto ancora una volta da Siegel), ma soprattutto ottenne un nuovo importante ruolo da duro, quello dell'ispettore di polizia Harry Callahan (nelle versioni italiane modificato in Harry Callaghan) in Ispettore Callaghan: il caso Scorpio è tuo! (Dirty Harry), una delle sue più note e significative interpretazioni. Il film, acclamatissimo dal pubblico, fu oggetto di serrate polemiche su come venivano rappresentati i metodi della polizia. Una larga parte della stampa giudicò reazionario e fascistoide il comportamento dell'ispettore, mentre solo una minoranza interpretò il film come la sincera descrizione della lotta di un uomo onesto contro il sistema. La pellicola, pur così discussa dal punto di vista ideologico, diede l'avvio a un nuovo genere di film d'azione con protagonisti poliziotti dalla pistola facile, un genere largamente imitato ancora oggi. Del 1972 è Joe Kidd che, pur superando negli incassi molti suoi film più noti, non viene spesso ricordato nella sua filmografia, perché fu distribuito appena dopo l'enorme successo e le enormi polemiche di Dirty Harry.
Nel 1973 volle dirigersi nuovamente ne Lo straniero senza nome, western in cui ricompare la figura dell'"Uomo senza nome", e in cui Eastwood sembra avere ormai bene assimilato la lezione registica di Sergio Leone e Don Siegel. Successivamente diresse Breezy, il primo film di cui ha curato la regia senza recitare come attore protagonista (ruolo lasciato a William Holden), ritagliandosi solo un fugace cameo nella parte di un uomo seduto su una panchina. Sempre nello stesso anno uscì il secondo film della saga dell'ispettore Callaghan, in cui divenne famosa l'arma usata dal suo personaggio, la .44 Magnum. Il film ebbe appunto il titolo Una 44 Magnum per l'ispettore Callaghan (Magnum Force), e del cast fecero anche parte David Soul, Robert Urich e Tim Matheson. Anche questa volta il film, malgrado il buon successo al botteghino (58,1 milioni e 304 in totale), fu stroncato dalla critica, che lo accusava di ripetere "la stessa roba vecchia".

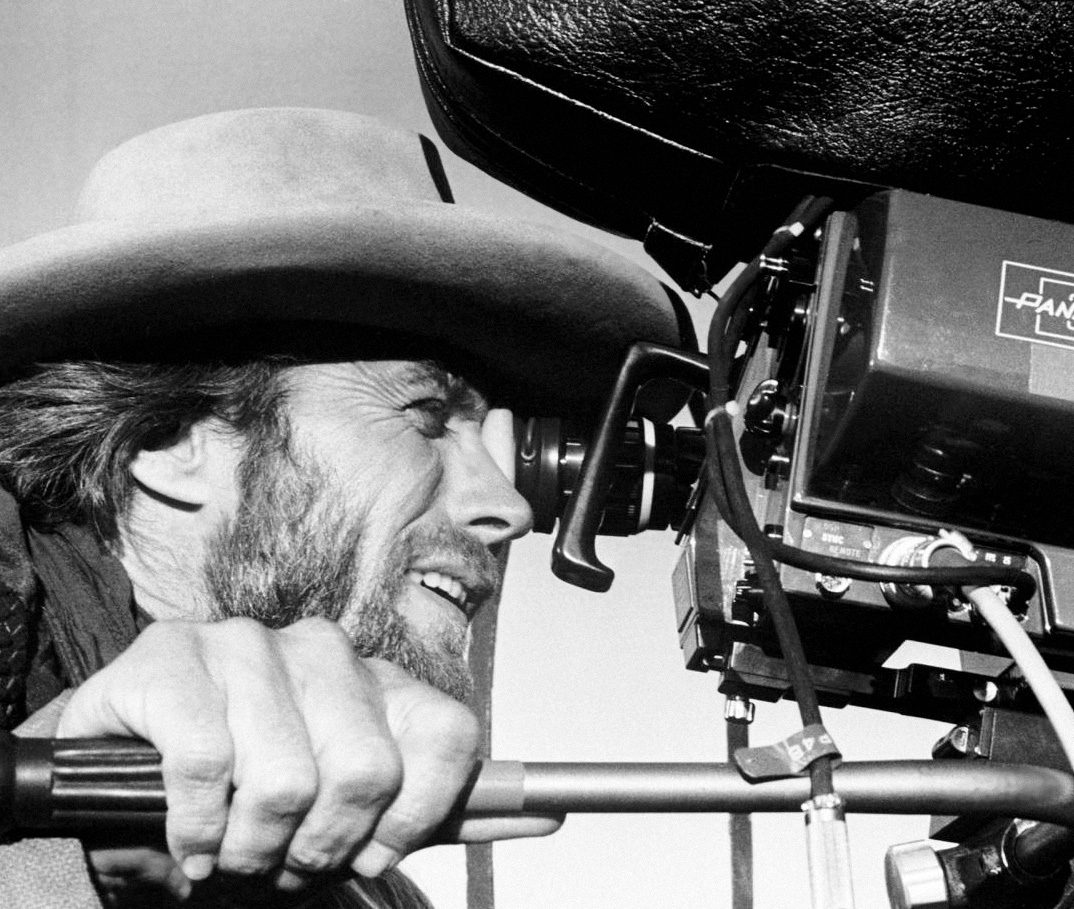
Clint Eastwood dietro la macchina da presa sul set de Il texano dagli occhi di ghiaccio (1975)

Il 1974 lo vede ancora protagonista, questa volta al fianco di un giovane Jeff Bridges, per l'occasione candidato all'Oscar, nell'action Una calibro 20 per lo specialista (Thunderbolt and Lightfoot), con Michael Cimino al debutto alla regia; è un road movie su un veterano rapinatore di banche ed un giovane vagabondo truffatore. Il film mescolava la commedia con l'alta suspense e incassò 32,4 milioni.
Nel 1975, diresse ed interpretò Assassinio sull'Eiger, ruolo che inizialmente propose a Paul Newman. Sottopostosi a un breve ma duro allenamento per girare le sequenze della scalata sul monte Eiger (Svizzera), Eastwood volle realizzare da solo tutte le scene senza l'ausilio di controfigure, in base al principio che non poteva chiedere agli altri di rischiare la vita se egli stesso non era pronto a rischiarla nelle stesse condizioni. La realizzazione fu molto sfortunata: alcuni membri della troupe subirono incidenti sul set e uno stuntman inglese fu ucciso dalla caduta di un masso il secondo giorno di lavorazione. Il film non diede i risultati sperati dal punto di vista commerciale, ricavando 23,8 milioni di dollari, ed Eastwood fu criticato perché completamente fuori ruolo in una imitazione di James Bond. Fu inoltre accusato dalla Universal Studios per la scarsa promozione del film.
Intanto la saga di Dirty Harry si arricchiva di nuovi episodi. Ne furono girati in tutto altri tre: Cielo di piombo, ispettore Callaghan (The Enforcer; 1976), Coraggio... fatti ammazzare (Sudden Impact; 1983) e Scommessa con la morte (The Dead Pool; 1988). Tutti quanti questi film ebbero un grande successo.

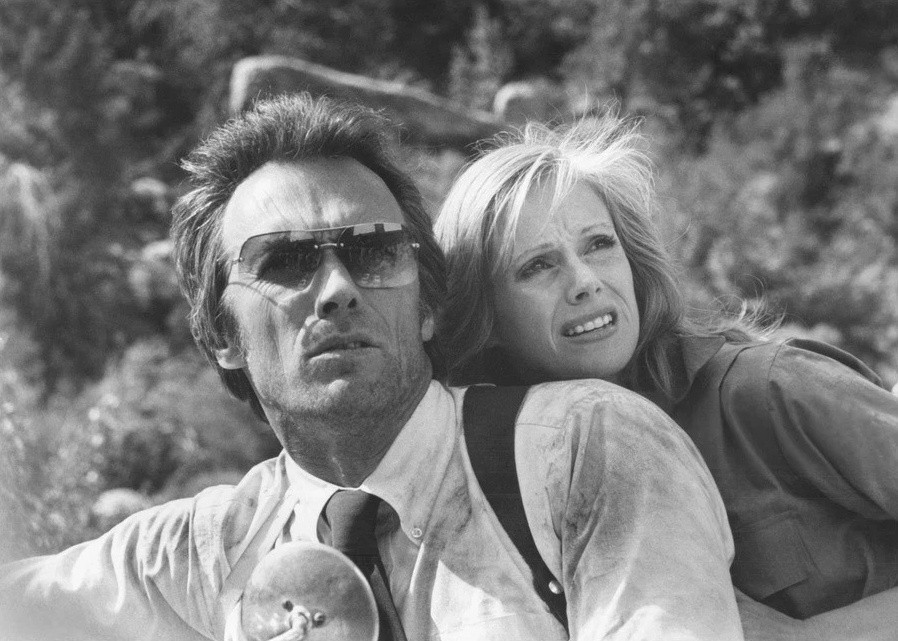
Eastwood e Locke ne L'uomo nel mirino (1977)

Parallelamente, continuò a cimentarsi con la regia. Anche se il western era ormai in declino, nel pieno degli anni settanta volle cimentarsi nel genere con Il texano dagli occhi di ghiaccio (The Outlaw Josie Wales), che interpretò insieme alla sua nuova compagna Sondra Locke. Presentato nelle sale nell'estate del 1976, il film divenne uno dei western di maggiore incasso di tutti i tempi, pur accompagnato da critiche sprezzanti, che lamentavano un eccessivo spargimento di sangue. Sondra Locke comparve come attrice anche nel successivo L'uomo nel mirino (The Gauntlet) (1977), thriller in cui Eastwood sosteneva l'insolito ruolo di poliziotto alcolizzato. Nel 1978 volle ritentare con la commedia leggera, pur essendo consapevole del fatto che gli insuccessi della sua carriera si erano verificati quando aveva voluto rinunciare al suo abituale personaggio. Filo da torcere (Every Which Way but Loose) gli fece vincere la scommessa con sé stesso e divenne il maggiore incasso della Malpaso fino a quel momento. Il film ebbe anche un seguito, Fai come ti pare (Any Which Way You Can), diretto da Buddy Van Horn due anni dopo.
Nel 1979 si ricostituì il duo Eastwood-Siegel con Fuga da Alcatraz (Escape from Alcatraz), in cui interpretò il detenuto Frank Morris, l'unico che si suppone sia riuscito ad evadere insieme con altri due uomini dal carcere di massima sicurezza di Alcatraz. Il film determinò una significativa svolta nella critica, che fino a quel momento aveva sempre dato su di lui pareri controversi: il talento di Clint Eastwood cominciava ad apparire indiscutibile e la sua interpretazione in questo film, fatta di lunghi silenzi e di memorabili sequenze, pose fine allo snobismo intellettuale di quanti lo avevano finora giudicato in base a preconcetti ideologici.

### Gli anni ottanta

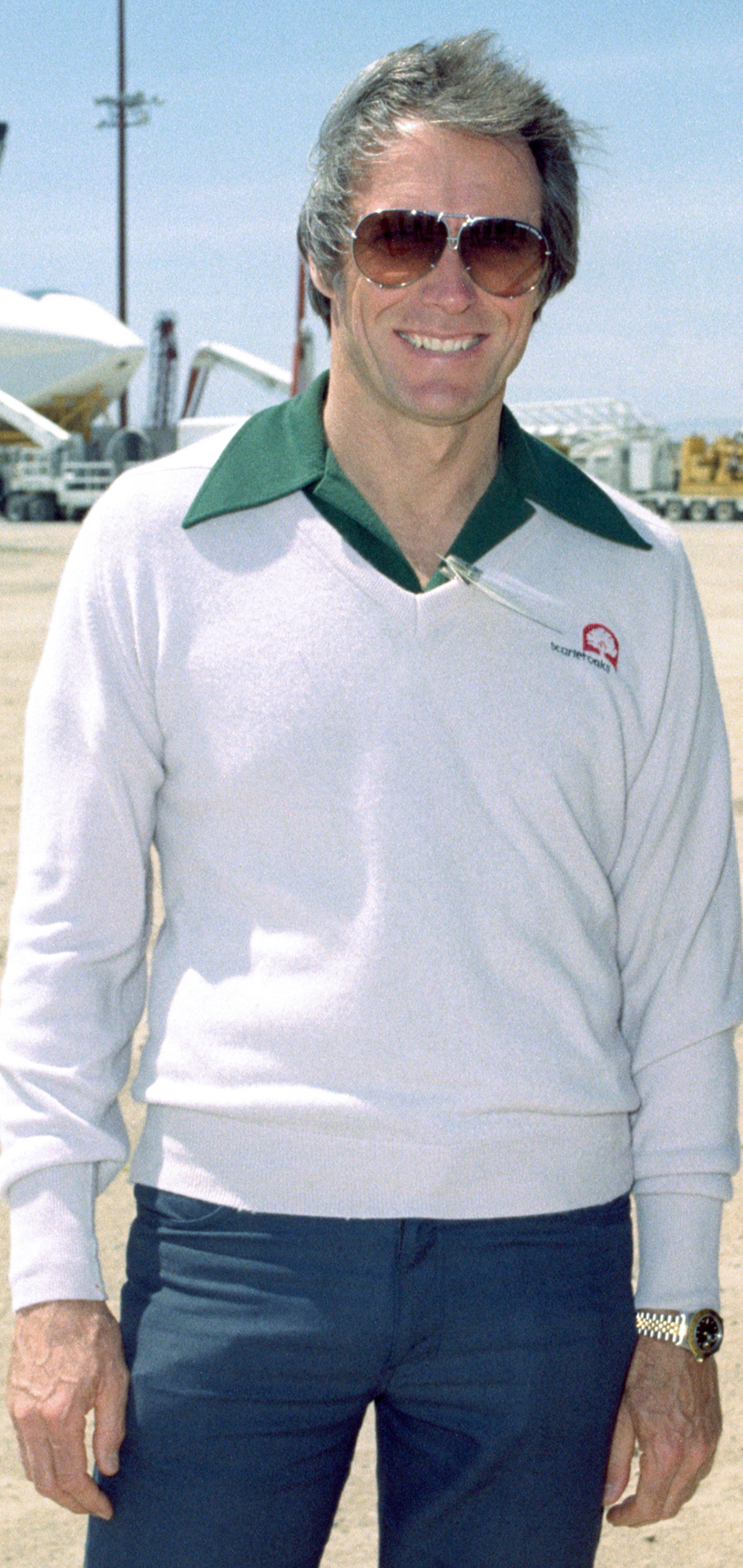
Clint Eastwood nel 1981

Gli anni ottanta si aprono con Bronco Billy, commedia country-western che costituisce con Filo da torcere e Fai come ti pare una sorta di trilogia. Affiancato nuovamente da Sondra Locke, Eastwood si cimenta per la settima volta come regista, ma il film non ottiene il successo commerciale sperato, pur essendo generalmente ben apprezzato dai critici: per Janet Maslin del New York Times, Bronco Billy era "il migliore ed il più divertente di Eastwood".
Nel 1982 dirige ed interpreta (insieme al figlio Kyle) Honkytonk Man, sulla base dell'omonimo romanzo di Clancy Carlile, ambientato nel periodo della grande depressione, pellicola accolta con entusiasmo dalla critica. Nello stesso anno dirige ed interpreta il fanta-thriller Firefox - Volpe di fuoco, basato su un romanzo del 1977 con lo stesso titolo scritto da Craig Thomas (il film fu girato prima, ma uscì dopo Honkytonk Man).
Sebbene tali pellicole vengano apprezzate dalla critica, nei primi anni ottanta la carriera di Eastwood subisce una momentanea flessione: è così che nel 1983, a sette anni dall'ultima apparizione sul grande schermo, decide di rispolverare il personaggio di Harry Callaghan per il quarto capitolo della serie, intitolato Coraggio... fatti ammazzare (Sudden Impact), da lui stesso diretto e prodotto. Il film è stato il sesto e ultimo che Eastwood ha interpretato insieme a Sondra Locke. La frase chiave del film "Go ahead, make my day" ("Coraggio, da' un senso alla mia giornata", che in italiano è stata cambiata in Coraggio... fatti ammazzare, appunto titolo del film), è stata citata dal presidente Ronald Reagan durante le elezioni presidenziali del 1984. Il film ottiene un ottimo successo commerciale, e con oltre 70 milioni di dollari, è stato il più proficuo della saga.
Anche il successivo Corda tesa (Tight Rope) (1984) diretto da Richard Tuggle, ottiene un ottimo successo commerciale e di critica, così come l'anno dopo Per piacere... non salvarmi più la vita (City Heat); scritto e sceneggiato da Blake Edwards; doveva anche essere diretto da quest'ultimo, ma, per alcune divergenze con Eastwood, la regia venne affidata a Richard Benjamin. Il film ebbe un ottimo successo commerciale, venendo superato solo da Beverly Hills Cop - Un piedipiatti a Beverly Hills, uscito lo stesso anno.
Nonostante il ritrovato successo commerciale, decide di tornare dietro la macchina da presa, dato che negli ultimi film era stato costretto ad abdicare in favore di altri: fu così che, nel 1985, volle sperimentare nuovamente con un western in un momento critico per il genere, interpretando e dirigendo Il cavaliere pallido, un soggetto originale scritto dagli stessi autori de L'uomo nel mirino. Il film si rivelò un enorme successo finanziario e riabilitò anche la carriera di Eastwood dietro la macchina da presa. Gunny, film di genere bellico e commedia, è del 1986 e fu un successo finanziario. Il quinto ed ultimo sequel di Dirty Harry, Scommessa con la morte (The Dead Pool), nonostante il buon successo, non raggiunse un incasso paragonabile a quello dei precedenti film della serie.
Alla fine degli anni ottanta, alterna film di scarso successo come Pink Cadillac (1989), di cui stavolta fu solo interprete, a progetti più personali, come la regia di Bird (1988), una biografia di Charlie "Bird" Parker, grande sassofonista jazz e pioniere di un nuovo stile musicale. Entrambi non andarono bene al botteghino, ma il secondo gli fece vincere un Golden Globe come miglior regista.

### Gli anni novanta e i primi successi agli Oscar

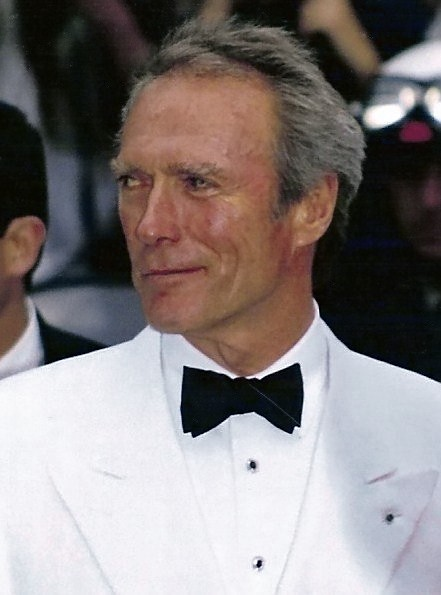
Clint Eastwood al Festival di Cannes 1994

Nei primi anni novanta, nonostante il tramonto del personaggio di Harry Callaghan, tentò di riproporre nuovamente la formula vincente della saga di Dirty Harry dirigendo e interpretando La recluta (The Rookie) con Charlie Sheen, e Cacciatore bianco, cuore nero, una biografia romanzata di John Huston; usciti entrambi nel 1990, furono un fiasco ai botteghini, mettendo leggermente in ombra la figura di Eastwood regista.
In realtà, girò quei film esclusivamente per ragioni di contratto con la Warner Bros., in cambio di ottenere un consistente budget per la sua opera successiva, con la quale tornò nuovamente tra le grandi star di Hollywood; nel 1992, uscì nelle sale Gli spietati (Unforgiven), con Eastwood ancora una volta dietro e davanti alla macchina da presa. Affiancato da Gene Hackman, Morgan Freeman e Richard Harris, interpreta un ex-pistolero che torna in azione dopo molti anni per riscuotere una proficua taglia. Il film ricevette nove candidature ai premi Oscar 1993, vincendone quattro: miglior film, miglior regia, miglior attore non protagonista per Gene Hackman e miglior montaggio per Joel Cox. Nei titoli di coda era inserita una dedica particolare, Dedicato a Sergio e Don, per ricordare il maestro del genere e suo scopritore Sergio Leone, che lo lanciò con la sua Trilogia del dollaro e Don Siegel, suo mentore e regista di molti suoi film.
L'anno successivo decise di tornare a interpretare il ruolo del duro nel thriller-d'azione Nel centro del mirino, assieme a John Malkovich. Anche stavolta interpreta un personaggio tormentato, un agente dei servizi segreti assalito dai rimorsi per non essere riuscito a salvare John F. Kennedy, ma abbastanza duro da trovare l'occasione di riscattarsi. Il film è anche il primo in cui, dopo vari anni, è solo interprete e non più regista, passando il ruolo a Wolfgang Petersen; il film riscuote un'ottima accoglienza alla sua uscita, incassando 177 milioni di dollari. Nello stesso anno torna dietro la macchina da presa con Un mondo perfetto, di cui fu anche co-protagonista con Kevin Costner, ambientato nel 1960, in cui interpreta un Texas Ranger, alla caccia di un criminale che rapisce un bambino. Inizialmente avrebbe dovuto solo dirigere il film, ma, su consiglio dello stesso Costner, si affidò la parte del ranger che dà la caccia al bandito. Al pari di quanto aveva fatto nel 1988 con Bird, Eastwood si discosta dai ruoli da duro per approfondire di più le vicende psicologiche dei personaggi, marcando il film con un suo stile personale molto pessimista. Anche stavolta il pubblico lodò la sua opera da regista e il film fu un grandissimo successo commerciale.
Nel 1995 gli fu assegnato il Premio Oscar alla memoria "Irving G. Thalberg", il suo terzo dopo i due de Gli spietati. Contemporaneamente ampliò ancora il suo repertorio con un film romantico: I ponti di Madison County (The Bridges of Madison County) (1995), in cui è protagonista insieme con Meryl Streep; anche qui approfondisce un tema nuovo per la sua filmografia, l'amore, in tutte le sue sfaccettature, unendo quel pessimismo che da allora in poi contraddistinguerà tutta la sua produzione da regista. Acclamato dalla critica, specie per l'interpretazione di Meryl Streep, il film nel 2002 è stato inserito dall'American Film Institute al 90º posto nella classifica dei 100 migliori film romantici della storia. Nello stesso anno fece un breve cameo nel film Casper, evento piuttosto insolito, data la sua scarsa disponibilità a questo genere di cose.
Nel 1997 dirige Mezzanotte nel giardino del bene e del male (Midnight in the Garden of Good and Evil), con protagonisti John Cusack e Kevin Spacey. Il film ha ricevuto critiche miste sia dalla critica che da pubblico.
Sul finire del secolo, dirige e interpreta Potere assoluto, in cui torna a collaborare con Gene Hackman, e Fino a prova contraria, che vede tra gli attori anche la sua giovane figlia Francesca. Entrambi i film hanno ricevuto critiche miste.

### Gli anni duemila e il secondo trionfo
Nel 2000 dirige e interpreta Space Cowboys, con Tommy Lee Jones, Donald Sutherland e James Garner, in cui interpretano il ruolo di ex-astronauti, mandati nello spazio per riparare un satellite sovietico. Eastwood ha anche collaborato a scrivere la colonna sonora del film, assieme a Lennie Niehaus. Il film è stato ben accolto dalla critica ed ha avuto un punteggio del 79% su Rotten Tomatoes. Inoltre, il film venne presentato, in anteprima, alla 57ª Mostra internazionale d'arte cinematografica di Venezia, dove, per l'occasione, Eastwood fu insignito del Leone d'oro alla carriera. L'anno dopo interpreta un agente dell'FBI a caccia di un criminale nel film Debito di sangue, dove è ancora una volta regista e interprete. Il film è stato un fallimento commerciale, incassando solo 26,2 milioni di dollari, su un budget stimato di 50.000.000.

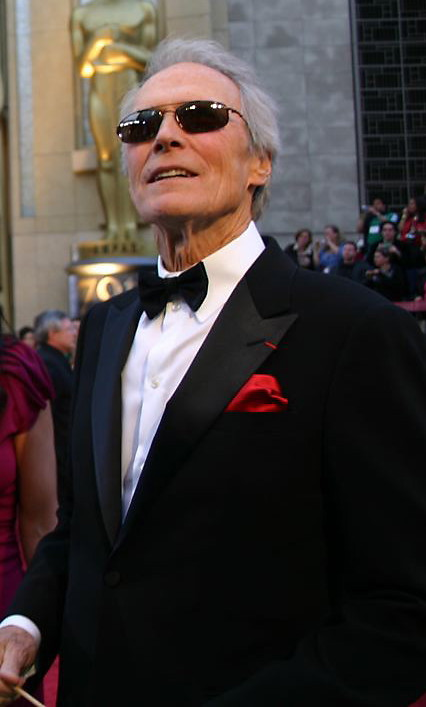
Clint Eastwood ai Premi Oscar 2007

Nel 2003 riceve di nuovo un alto successo con il film Mystic River, con protagonisti Sean Penn, Kevin Bacon e Tim Robbins, dove oltre alla regia si è occupato della produzione e delle musiche. Il film riceve sei nomination all'Oscar, vinto da entrambi i protagonisti, mentre Eastwood riceve due nomination come "miglior film" e "miglior regia".
Il vero trionfo del cineasta arriva agli Oscar 2005: il suo Million Dollar Baby porta a casa quattro statuette importanti: miglior film, miglior regia, migliore attrice protagonista a Hilary Swank e miglior attore non protagonista per l'amico Morgan Freeman, mentre Eastwood riceve la nomination come miglior attore protagonista, ma non vince il premio. Il film si era aggiudicato anche, poco prima, due Golden Globe, per la miglior regia e per la migliore attrice protagonista. Detiene il record come regista più anziano ad aver ricevuto l'Oscar per la miglior regia per Million Dollar Baby, all'età di 74 anni.
Nel 2006 ritorna dietro la macchina da presa per realizzare un dittico, girando prima Flags of Our Fathers (due candidature agli Oscar) e, in successione, Lettere da Iwo Jima, in lingua giapponese; quest'ultimo vince il Golden Globe 2007 come miglior film straniero e viene candidato per la miglior regia. Nel film inoltre era presente come produttore anche Steven Spielberg, che insieme a Eastwood venne candidato all'Oscar per il miglior film.
Il 2008 segna un nuovo trionfo per la critica e per il pubblico con Gran Torino, di cui è ancora una volta regista, produttore, compositore (insieme al figlio Kyle) e protagonista. Il film è incentrato sulla figura di Walt Kowalski, un reduce della Guerra di Corea, che si trova a dover fronteggiare prima la morte della moglie, quindi la difficile amicizia con un ragazzino Tao, infine una guerra con un clan di giovani criminali. Questo film non venne nominato a nessun Oscar ma venne comunque acclamato dalla critica, che lo accolse molto positivamente. Inoltre Eastwood vinse anche il David di Donatello al miglior film straniero. Il titolo si riferisce alla macchina del 1972, Ford Torino, auto a cui il personaggio, è molto legato e le dedica una cura che lo caratterizza in modo quasi maniacale. Dopo l'uscita del film, annunciò anche il ritiro come attore volendosi occupare solo della regia, scelta che invece rimise in discussione quattro anni dopo, apparendo nel film Di nuovo in gioco.
Sempre nel 2008 dirige Angelina Jolie nel film drammatico Changeling, ispirato a fatti realmente accaduti, ricevendo una nuova nomination agli Oscar. Si occupò inoltre della produzione e delle musiche, oltre a dirigerlo. Vinse anche un premio speciale al 61º Festival di Cannes 2008.
Ritorna a lavorare con Morgan Freeman nel 2009, dirigendolo nel biopic su Nelson Mandela Invictus - L'invincibile, che tratta della storica vittoria da parte del Sudafrica nella coppa del mondo di rugby nel 1995. Nel cast anche Matt Damon che interpreta la parte del capitano degli Springboks, François Pienaar. Anche questa sua pellicola ottiene un ampio successo, ed entrambi i protagonisti ottengono la candidatura agli Oscar 2010.

### Gli anni duemiladieci

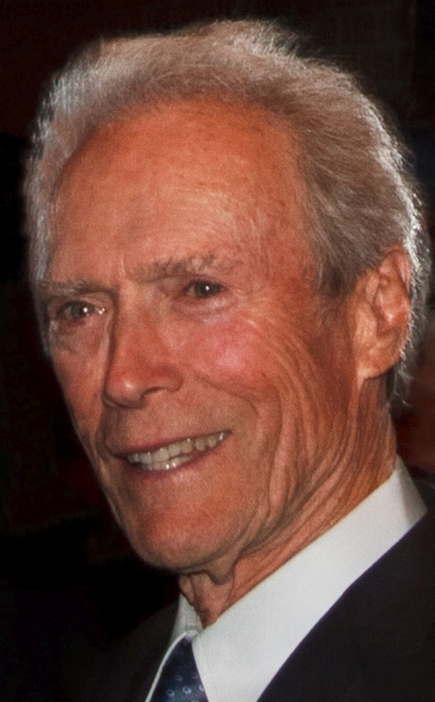
Clint Eastwood al Toronto International Film Festival 2010

Dopo questo grande periodo di successo, vive un periodo di gloria grazie ai successi come critica e botteghino, sia dai film da lui interpretati che da quelli solamente diretti.
Nel 2010 dirige Hereafter che ha nuovamente Matt Damon fra i protagonisti, ed è incentrato sul tema della morte e rappresenta il primo thriller soprannaturale facente parte della filmografia del cineasta. Il film ebbe un budget di 50 milioni di dollari guadagnando al botteghino poco più di 100 milioni ed è stato candidato agli Oscar 2011, nella categoria migliori effetti speciali, ed Eastwood vince per la terza volta il David di Donatello per il miglior film straniero.
Pur di avere nel cast Damon (al tempo impegnato con le riprese di I guardiani del destino), modificò il piano di produzione in modo che l'attore fosse libero per girare Hereafter. Inoltre, a causa dello tsunami abbattutosi in Giappone, venne ritirato dalle sale cinematografiche del paese, dato che la scena iniziale si apriva appunto con uno tsunami.
L'anno seguente collabora con Dustin Lance Black, lo sceneggiatore vincitore del premio Oscar alla migliore sceneggiatura originale nel 2009 per Milk, alla realizzazione di J. Edgar, film biografico dedicato al direttore dell'FBI John Edgar Hoover. La pellicola affronta le fasi più importanti di come Hoover, interpretato da Leonardo DiCaprio, modifica radicalmente il metodo e i mezzi investigativi dell'FBI, a partire dagli attentati attentati di matrice anarco-comunista nel 1919. L'intero film presenta continui flashback, che danno vita alla narrazione dell'anziano Hoover. Il personaggio è descritto come un giovane il cui unico scopo della vita è fare carriera, mettendo tutto il resto in secondo piano, inclusa la sua vita privata e la relazione affettiva con Clyde Tolson, interpretato da Armie Hammer, che gli sarà accanto fino al giorno della sua morte nel 1972.
Nel 2012, all'età di 82 anni, torna davanti alla macchina da presa, nel film Di nuovo in gioco, diretto dall'amico e suo storico produttore Robert Lorenz. È anche il primo film in cui recita senza dirigere fin da Nel centro del mirino (1993), pur occupandosi comunque della produzione.

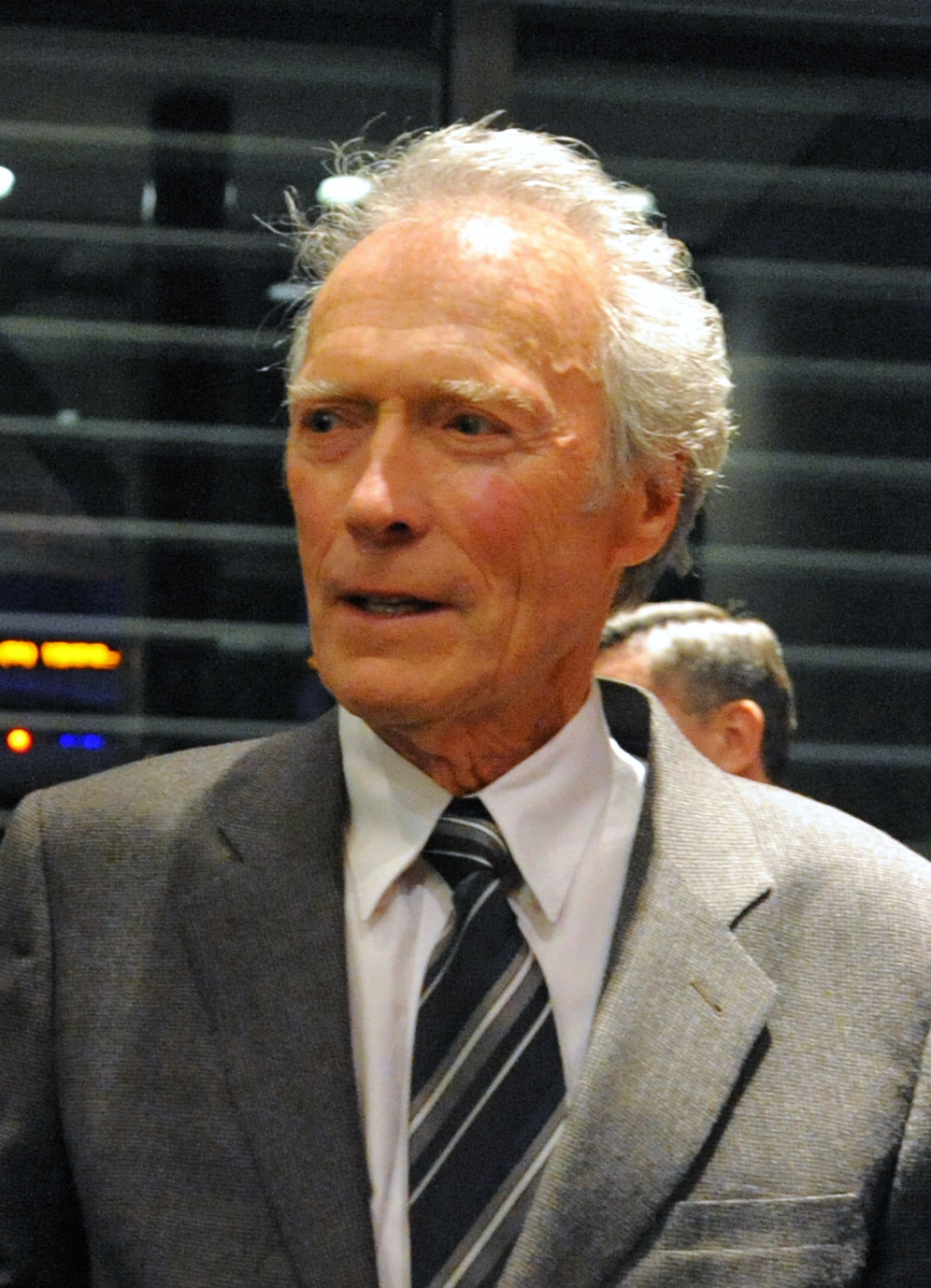
Clint Eastwood nel 2011 alla prima di J. Edgar

Il 20 giugno 2014 esce nelle sale Jersey Boys, di cui firma la regia, basato sulla storia del gruppo musicale The Four Seasons e del suo esponente principale Frankie Valli. Il film ha ottenuto un buon successo al botteghino ed è stato accolto molto bene dalla critica nazionale e internazionale.
Il 25 dicembre 2014 è uscito il suo 38º film da regista: American Sniper, basato sulla vita dell'ex membro delle Navy SEAL Chris Kyle, che presenta tra i protagonisti Bradley Cooper e Sienna Miller. Il film è stato candidato a sette Premi Oscar, vincendone uno per il miglior montaggio sonoro.
Nel 2016, dirige il film Sully, con protagonista Tom Hanks. La pellicola narra la storia del capitano del volo US Airways 1549 Chesley Sullenberger che, il 15 gennaio 2009, fu costretto ad effettuare un eroico ammaraggio sul fiume Hudson, a causa di uno scontro con uno stormo di uccelli che causò la rottura di due motori, con il quale salvò la vita a 150 passeggeri e ai 5 membri dell'equipaggio.
Nel 2018 dirige Ore 15:17 - Attacco al treno che racconta la storia dell'attacco terroristico al treno Thalys del 21 agosto 2015. A recitare nel film non ha scelto attori professionisti, ma gli stessi militari che hanno sventato l'attacco.
Nello stesso anno, torna a lavorare davanti alla macchina da presa con il film Il corriere - The Mule, da lui diretto e prodotto. Nella pellicola interpreta l'ottantenne Earl Stone, un uomo che accetta la proposta di lavoro di guidare un'auto fino in Messico, ma aprendo il bagagliaio vi trova, a sua insaputa, un carico di droga.
L'anno successivo dirige Richard Jewell, storia vera tratta dall'articolo American Nightmare: The Ballad of Richard Jewell di Marie Brenner. Narra le vicende di una guardia di sicurezza che evitò l'esplosione di una bomba durante le olimpiadi di Atlanta nel 1996, ma fu sospettato dall'FBI come presunto terrorista e fu diffamato dalla stampa e dall'opinione pubblica, fatti che cambiarono per sempre la sua vita professionale e privata.

### Gli anni duemilaventi
Nell'ottobre 2020 viene annunciato che Clint Eastwood sarà regista, protagonista e produttore di un nuovo film per la Warner Bros.: Cry Macho - Ritorno a casa. Il film è l'adattamento cinematografico dell'omonimo romanzo del 1975 scritto da N. Richard Nash, autore della sceneggiatura insieme a Nick Schenk. Le riprese del film si sono svolte tra novembre e dicembre 2020, mentre il primo trailer del film è stato diffuso il 6 agosto 2021. La distribuzione nelle sale cinematografiche statunitensi è iniziata il 17 settembre 2021, mentre nelle sale cinematografiche italiane il 2 dicembre dello stesso anno.
Nell'aprile 2023 viene annunciato il suo nuovo progetto, un legal thriller intitolato Giurato numero 2, con protagonisti Nicholas Hoult e Toni Collette, le cui riprese sono iniziate a fine giugno dello stesso anno, ma l'11 luglio sono state interrotte a causa dello sciopero degli attori e sceneggiatori. La produzione della pellicola è ripresa a novembre in concomitanza con la fine dello sciopero. Il film è stato proiettato in anteprima mondiale a conclusione dell'AFI Fest il 27 ottobre 2024, ed è stato distribuito il 1º novembre 2024 negli Stati Uniti e il 14 novembre in Italia.

## Vita privata

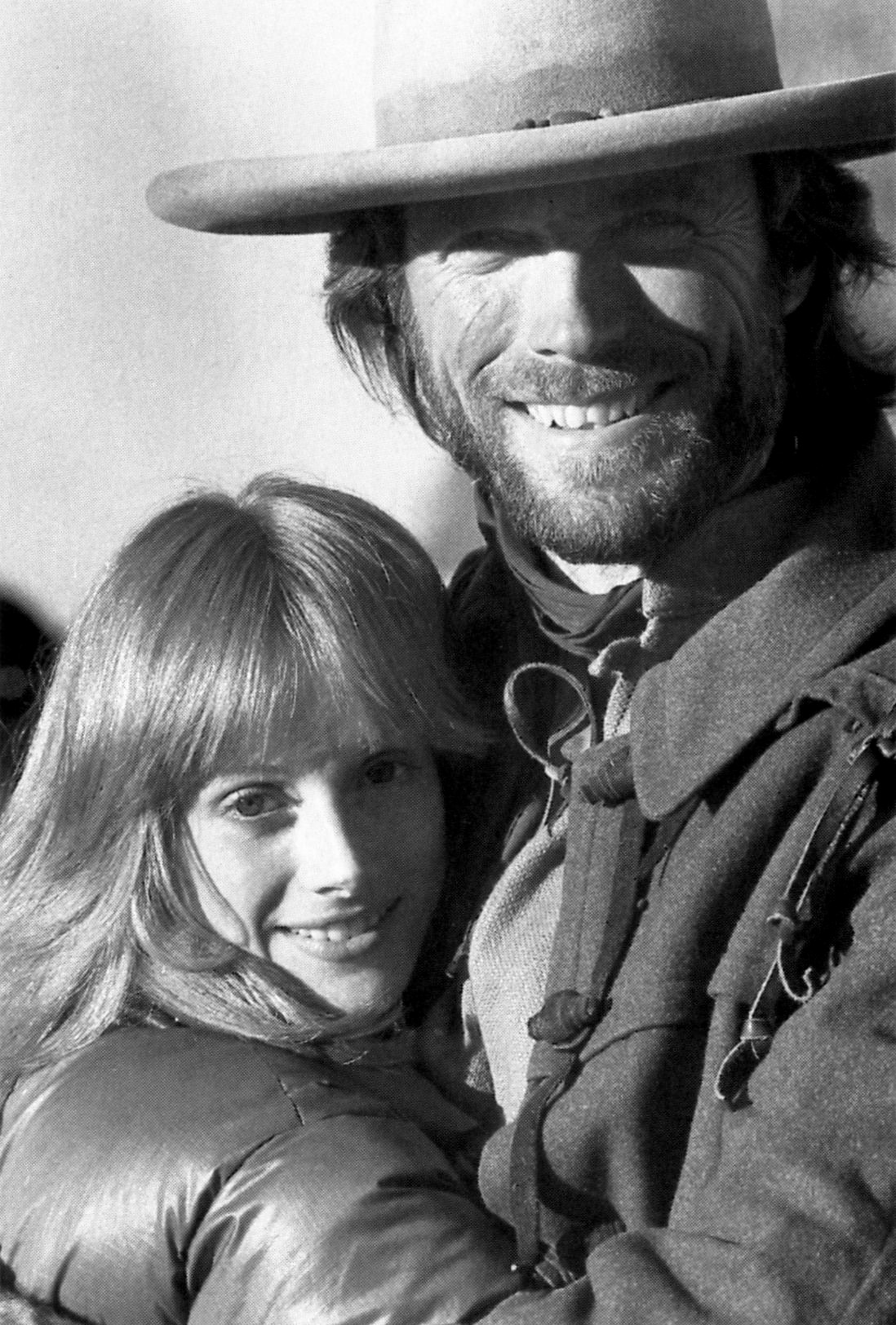
Eastwood nel 1975 insieme all'allora compagna Sondra Locke sul set de Il texano dagli occhi di ghiaccio

Eastwood ha otto figli da sei donne diverse, solo la metà dei quali furono tempestivamente riconosciuti.
Il 19 dicembre 1953 sposò Maggie Johnson, mentre un'altra fidanzata non identificata a Seattle era già incinta di lui. La fidanzata non identificata diede alla luce la prima figlia di Eastwood, Laurie (1954), che fu adottata da Clyde e Helen Warren di Seattle. Johnson accettò il matrimonio aperto con Eastwood, durante il quale egli iniziò una relazione extraconiugale con la ballerina Roxanne Tunis, dalla quale ebbe un'altra figlia, Kimber (1964).
Alla fine, Eastwood ebbe due figli da Johnson: Kyle e Alison. Dal 1975 al 1989 fu legato all'attrice Sondra Locke, che è stata legalmente sposata con Gordon Leigh Anderson dal 1967 fino alla sua morte nel 2018; nonostante quattordici anni trascorsi con Eastwood, Locke non ha mai divorziato da Anderson. Eastwood divorziò da Johnson, ma non prima del 1984. La coppia collabora in vari film, tra cui Il texano dagli occhi di ghiaccio, L'uomo nel mirino e Coraggio... fatti ammazzare. Negli ultimi quattro anni della sua convivenza con la Locke, Eastwood ha una relazione con l'assistente di volo Jacelyn Reeves, da cui ha due figli: Scott (1986) e Kathryn (1988).
Dal 1990 al 1995 ebbe una relazione con l'attrice Frances Fisher, conosciuta sul set di Pink Cadillac. I due hanno una figlia, Francesca.
Il 31 marzo 1996 sposa la giornalista Dina Ruiz. I due hanno una figlia, Morgan Colette, nata nello stesso anno. Nell'agosto 2013 i due si separano e nel dicembre 2014 divorziano ufficialmente.
A Carmel-by-the-Sea gestisce un albergo chiamato Mission Ranch, nel quale viene servita la birra Pale Rider Ale, così denominata dall'omonimo film (Il cavaliere pallido). Il ricavato della vendita di questa birra viene devoluto in beneficenza.
È un grande tifoso della squadra di pallacanestro dei Golden State Warriors. Inoltre, da grande appassionato di musica blues, gira nel 2003 un episodio della serie di documentari sul blues chiamata, per l'appunto, The Blues di Martin Scorsese. L'episodio in questione ha il titolo Piano Blues e comprende interviste e spezzoni di grandi interpreti di questo tipo di musica, tra cui Nat King Cole, Ray Charles, Fats Domino ed altri. Come dichiarato da lui stesso, pratica la meditazione trascendentale da oltre quarant'anni.

## Politica
Eastwood, che si descrive come un libertario, è registrato come repubblicano fin dal 1951, quando sostenne la candidatura di Dwight D. Eisenhower. Nel 1968 e nel 1972 sostenne Richard Nixon, pur criticandone la moralità dopo lo scoppio dello scandalo Watergate. In linea di massima le sue posizioni politiche sono assimilabili a quelle dell'area libertaria del Partito Repubblicano.
L'attore non si considera comunque un conservatore (è infatti di idee piuttosto progressiste per quanto riguarda i temi etici). Sostiene da sempre un'assenza dell'interventismo statale in ogni ambito, da quello economico-fiscale, con contrarietà ad ogni forma di aumento della tassazione e della spesa pubblica, a quello dei diritti civili, che lo vede favorevole ad eutanasia, matrimonio tra persone dello stesso sesso e aborto. In politica estera si dichiara isolazionista, sostenendo che «gli USA non dovrebbero esportare la democrazia in paesi che possono vivere in pace solo sotto dittature».
Ha sostenuto Arnold Schwarzenegger in entrambe le campagne elettorali governative della California, nel 2003 e nel 2006 e ha sostenuto e finanziato il candidato John McCain per le elezioni presidenziali del 2008, motivando ciò col fatto che conosce McCain da molto tempo.
Pur avendo sempre appoggiato i Repubblicani alle presidenziali (tranne nel 1992, quando votò l'indipendente Ross Perot) e averlo quasi sempre fatto anche alle elezioni locali, in alcuni casi in California ha sostenuto candidati democratici, come nel 1998 e nel 2002 quando come governatore dello stato votò Gray Davis, o come alle elezioni di medio mandato nel 1994 e nel 2002, quando appoggiò rispettivamente Dianne Feinstein e Sam Farr. Alle elezioni per il governatore delle California del 2010 appoggiò la candidata repubblicana Meg Whitman, pur esprimendo simpatia umana per il democratico Jerry Brown.
Nell'agosto del 2012, è intervenuto alla convention repubblicana di Tampa a favore di Mitt Romney e ha portato un duro attacco al presidente Barack Obama e alle sue politiche interventiste in ambito economico. Nel suo intervento, fingendo di dialogare con il presidente democratico, si è rivolto ad una sedia vuota. L'intervento ha suscitato un gran numero di imitazioni nel Web. In un'intervista rilasciata nell'agosto del 2016, relativamente alle imminenti elezioni presidenziali, ha dichiarato di preferire il candidato repubblicano Donald Trump, rispetto alla candidata democratica Hillary Clinton, sostenendo di apprezzare l'atteggiamento politicamente scorretto di Trump, pur non condividendo del tutto le sue affermazioni e altresì aggiungendo di non voler fare un vero e proprio endorsement a nessuno dei candidati in corsa, paragonandoli a "una versione moderna di Gianni e Pinotto". Nel febbraio 2020, Eastwood dichiara che, pur approvando alcuni suoi progetti, non condivide i metodi da bullo di Trump, soprattutto nell'utilizzo dei social network, auspicando che il suo successore alla Casa Bianca potesse essere l'ex sindaco di New York Michael Bloomberg.
Eastwood fu eletto come indipendente a sindaco di Carmel-by-the-Sea, in California, nell'aprile 1986, ricevendo il 72% delle preferenze. Coprì l'incarico fino al gennaio 1988, prima di declinare l'offerta per ricandidarsi.

## Musica
Appassionato di musica, in particolare blues, jazz e be-bop; Eastwood ha nel tempo lavorato a numerosi progetti musicali che consistono sia in album di propria produzione sia in colonne sonore prodotte per le proprie opere cinematografiche. Il figlio Kyle è un affermato bassista di jazz, oltre che attore e compositore.

### Album in studio
- 1963 – Rawhide's Clint Eastwood Sings Cowboy Favorites
- 2001 – Music for the Movies of Clint Eastwood
- 2014 – The Singing Cowboys (Clint Eastwood & Frankie Laine)

### Album dal vivo
- 1997 – Eastwood After Hours: Live at Carnegie Hall

### Singoli
- 1961 – Unknown Girl of My Dreams
- 1962 – Cowboy Wedding Song / Rowdy
- 1962 – Get Yourself Another Fool
- 1970 – I Talk to the Trees (lato B)
- 1970 – Best Things (lato B)
- 1970 – Burning Bridges (cover della canzone che apre e chiude il film I guerrieri, di cui Eastwood è coprotagonista)
- 1980 – Bar Room Buddies (con Merle Haggard)
- 1980 – Beers to You (con Ray Charles)
- 1981 – Cowboy in a Three Piece Business Suit
- 2009 – Gran Torino (come "Walt Kowalski", con Jamie Cullum)

## Filmografia
Eastwood ha interpretato oltre 60 film, nella sua carriera di attore, regista, produttore e compositore. Ha ottenuto il primo ruolo da protagonista nel 1959 con la serie televisiva western Gli uomini della prateria.
Ha iniziato a dirigere nel 1971 con il film Brivido nella notte. Ha ottenuto grande fama per la Trilogia del dollaro di Sergio Leone e per il ruolo dell'ispettore Callaghan nella famosa saga. Ha inoltre contribuito a molti film da lui interpretati, oltre alla regia, anche alla produzione e alla colonna sonora.

## Riferimenti nella cultura di massa

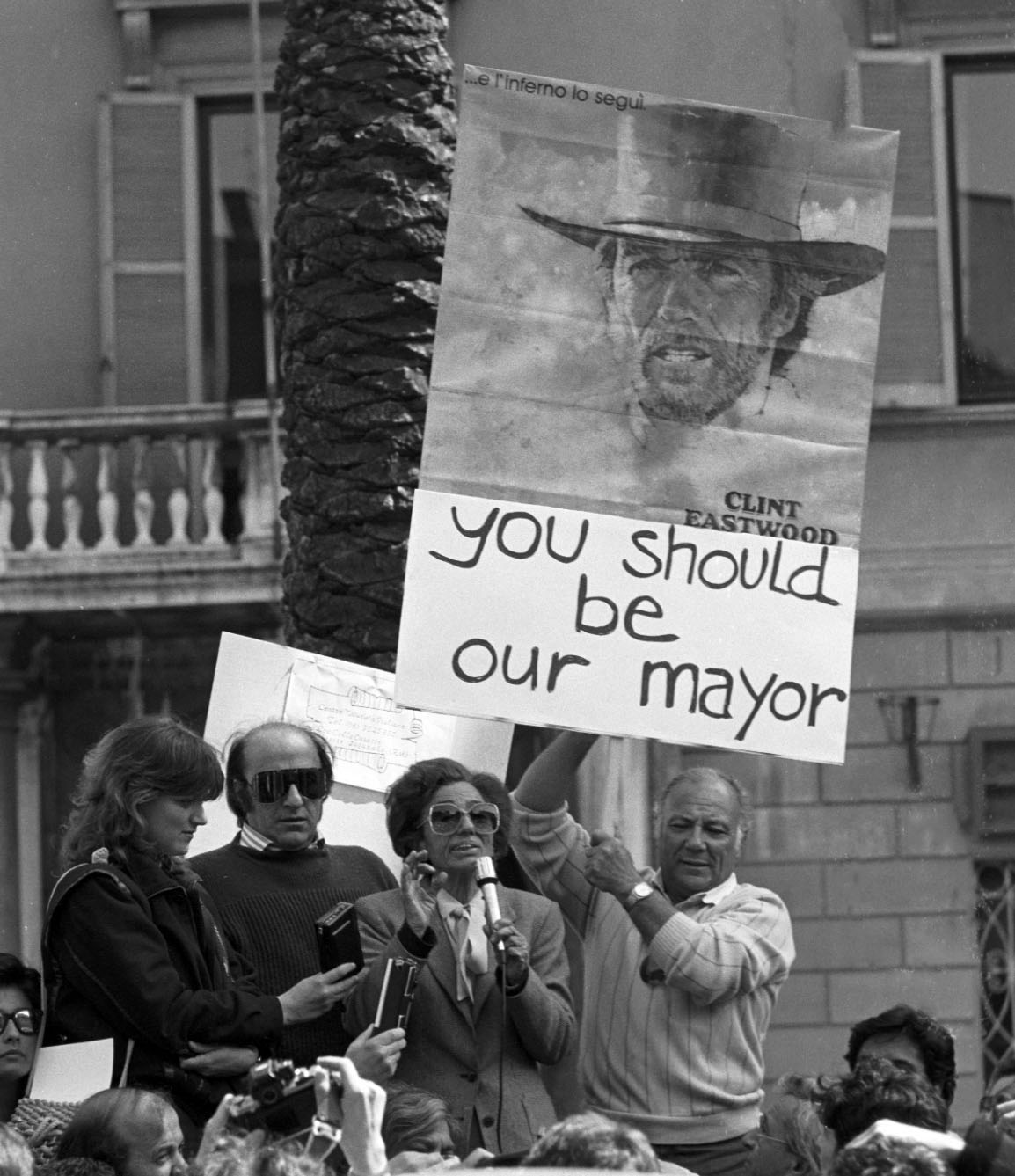
Piazza di Spagna, 20 aprile 1986: manifestazione anti-fast food a Roma organizzata da Claudio Villa, che sorregge un manifesto con Clint Eastwood, notoriamente contrario ai fast food

- Nella serie televisiva Supernatural nell'episodio Frontierland (6x18) i due protagonisti vengono inviati indietro nel tempo proprio nel vecchio West. Dean Winchester, fan accanito di Eastwood nel presente, compra prima di partire, un Poncho coperta proprio come quello di Per un pugno di dollari. Nel vecchio West poi quando gli chiedono il nome risponde senza esitazione: Marshall Eastwood, Clint Eastwood.
- In Ritorno al futuro - Parte III di Robert Zemeckis, quando a Marty McFly, catapultato indietro nel tempo del Far West, viene chiesto il nome, questi risponde: Eastwood, Clint Eastwood. Successivamente, quando Marty deve affrontare un duello con Buford "Cane Pazzo" Tannen, si salva sfruttando lo stesso trucco usato da Eastwood nel film Per un pugno di dollari, ovvero una lamiera di metallo (nello specifico, Marty nasconde lo sportello di una stufa a legna) nascosta sotto il poncho come scudo antiproiettile. Questa scena di Per un pugno di dollari la si vede in Ritorno al futuro - Parte II, quando Biff Tannen del 1985 alternativo, mentre sta guardando il film in TV immerso nella vasca a idromassaggio, si trova davanti Marty McFly che gli chiede del Grande Almanacco Sportivo 1950-2000.
- I Gorillaz gli hanno dedicato due canzoni: una che ha come titolo proprio Clint Eastwood dall'album Gorillaz e Dirty Harry da Demon Days.
- Una leggenda metropolitana vuole che Clint Eastwood sia figlio del celebre Stan Laurel, questo per una coincidenza tra la data di nascita di Eastwood che corrisponde con quella di un figlio di Laurel, morto poche settimane dopo la nascita.[122]
- Nel film d'animazione Rango, l'aspetto dello Spirito del West è ispirato a Clint Eastwood. Nel mezzo di trasporto di questo misterioso personaggio, inoltre si possono vedere 4 statuette d'oro molto simili ai Premi Oscar che rappresentano le quattro premiazioni ricevute da Eastwood per i film Gli spietati e Million Dollar Baby (miglior film e miglior regia per ciascuno). Il protagonista Rango, inoltre, lo chiama l'Uomo senza nome.
- Nel film Una settimana da Dio, Jim Carrey rende omaggio a Clint Eastwood con una gag in cui si guarda nello specchietto retrovisore della sua auto ed appare il suo volto con le tipiche sembianze di Clint Eastwood.
- Nel manga My Hero Academia, il mentore di All Might e in seguito anche di Deku, prende come nome da eroe "Gran Torino", riferimento al noto film, infatti entrambi i personaggi sono mentori anziani e insegnano a dei ragazzi come essere uomini.
- Nel videogioco Oddworld: Stranger's Wrath, ambientato in un universo alternativo molto simile al Far West, il protagonista, lo Stranger, un alieno centauro cacciatore di taglie, ha le sembianze e i vestiti simili a Joe, un personaggio interpretato da Clint Eastwood in Per un pugno di dollari.
- Nel gioco di carte Bang!, in particolare nell'espansione Wild West Show, è presente il personaggio Flint Westwood, chiaro riferimento ed omaggio all'attore.
- Nel manga Le bizzarre avventure di JoJo, il protagonista della terza parte, Jotaro Kujo, è ispirato all'attore.
- Lo scrittore Stephen King si è ispirato a Eastwood, e in particolare al suo personaggio della cosiddetta Trilogia del dollaro, per la caratterizzazione di Roland di Gilead, protagonista della saga La torre nera.
- Nell'anime The Quintessential Quintuplets, il nonno delle gemelle Nakano è ispirato all'attore.
- Nell'anime Così carina - Fly Me to the Moon, il protagonista Nasa Yuzaki, è ispirato all'attore.
- L'ispettore Coliandro, maldestro poliziotto italiano creato da Carlo Lucarelli, essendo un suo fan, si ispira ai personaggi da lui interpretati anche nelle sue missioni. "Coraggio, fatti ammazzare" è la sua citazione preferita.

## Riconoscimenti
Nella sua carriera ha vinto 5 Oscar; 2 come miglior produttore, 2 come miglior regista: nel 1993 per Gli spietati e nel 2005 per Million Dollar Baby e uno alla memoria Irving G. Thalberg.
Nel settembre 2021 gli è stato dedicato un asteroide, 124845 Clinteastwood.

## Doppiatori italiani
Nelle versioni in italiano dei suoi film, Clint Eastwood è stato doppiato da:
- Michele Kalamera[124][125] ne Il texano dagli occhi di ghiaccio, Cielo di piombo, ispettore Callaghan, Filo da torcere, Bronco Billy, Fai come ti pare, Firefox - Volpe di fuoco, Honkytonk Man, Coraggio... fatti ammazzare, Corda tesa, Il cavaliere pallido, La recluta, Cacciatore bianco, cuore nero, Gli spietati, Un mondo perfetto, Casper, I ponti di Madison County, Potere assoluto, Fino a prova contraria, Space Cowboys, Debito di sangue, Gran Torino, Di nuovo in gioco, Il corriere - The Mule, Cry Macho - Ritorno a casa, Sergio Leone - L'italiano che inventò l'America
- Pino Locchi ne Gli avvoltoi hanno fame, La notte brava del soldato Jonathan, Joe Kidd, Lo straniero senza nome, Una calibro 20 per lo specialista, Per piacere... non salvarmi più la vita
- Enrico Maria Salerno in Per un pugno di dollari, Per qualche dollaro in più, Il buono, il brutto, il cattivo, Impiccalo più in alto
- Pino Colizzi ne I guerrieri, Brivido nella notte, Assassinio sull'Eiger
- Dario Penne in L'uomo nel mirino, Scommessa con la morte, Nel centro del mirino
- Giuseppe Rinaldi in Le streghe, Una 44 Magnum per l'Ispettore Callaghan
- Carlo Sabatini in Gunny, Pink Cadillac
- Oreste Lionello ne La vendetta del mostro
- Sergio Tedesco in Lady Godiva
- Gianfranco Bellini in Esecuzione al tramonto
- Ferruccio Amendola in Come prima, meglio di prima
- Renato Izzo in L'urlo di guerra degli apaches
- Luigi Vannucchi in L'uomo dalla cravatta di cuoio
- Luciano Melani in Dove osano le aquile
- Cesare Barbetti ne La ballata della città senza nome
- Nando Gazzolo in Ispettore Callaghan: il caso Scorpio è tuo!
- Antonio Colonnello in Fuga da Alcatraz
- Adalberto Maria Merli in Million Dollar Baby